# Resultados do Carnaval de Bragança Paulista em 2013
Resultados do Carnaval de Bragança Paulista em 2013. A vencedora do grupo especial foi a escola Nove de Julho que apresentou o enredo, 100 anos de alegria e saúde para o mundo. Sakata paixão por semente!

## Grupo Especial
| Colocação | Escola             | Pontos | Nota      | Ref.        |
| --------- | ------------------ | ------ | --------- | ----------- |
| 1º        | Nove de Julho      | 297,25 |           | [ 1 ] [ 2 ] |
| 2º        | Unidos do Lavapés  | 295,75 |           | [ 1 ] [ 2 ] |
| 3º        | Acadêmicos da Vila | 294    |           | [ 1 ] [ 2 ] |
| 4º        | Dragão Imperial    | 292,75 |           | [ 1 ] [ 2 ] |
| 5º        | Império Jovem      | 285,50 | Rebaixada | [ 1 ] [ 2 ] |

## Grupo de acesso
| Colocação | Escola                  | Pontos | Nota      | Ref.  |
| --------- | ----------------------- | ------ | --------- | ----- |
| 1º        | Unidos de Águas Claras  | 191,5  | Promovida | [ 2 ] |
| 2º        | Mocidade Júlio Mesquita | 190,3  |           | [ 2 ] |